# Баланлы
Баланлы (тат. Баланлы) — посёлок в Азнакаевском районе Республики Татарстан России. Входит в состав Бирючевского сельского поселения.

## История
Основан в 1920-х годах в Бугульминской волости Бугульминского кантона Татарской АССР. Название произошел от татарского слова «балан» (калина). С 10 августа 1930 года — в Бугульминском районе (в 1948 году — в Микулинском сельсовете), с 12 января 1965 года — в Азнакаевском районе. В 2002 году — в Чемодуровском сельсовете.

## География
Посёлок расположен в юго-восточной части Татарстана, у границы с Бугульминским районом, на расстоянии примерно 36,5 километров по автодорогам к юго-западу от города Азнакаево, административного центра района, и в 5,5 км по автодорогам к юго-западу от центра поселения, села Бирючевка.
Абсолютная высота — 201 метр над уровнем моря.

### Часовой пояс
Посёлок Баланлы, как и весь Татарстан, находится в часовой зоне МСК (московское время). Смещение применяемого времени относительно UTC составляет +3:00.

## Население
По переписи 2010 года в посёлке проживало 2 человека (2 мужчины, 0 женщин).
| 1926 | 1938 | 1949 | 1958 | 1970 | 1979 | 1989 | 2002 | 2010 |
| ---- | ---- | ---- | ---- | ---- | ---- | ---- | ---- | ---- |
| 44   | 75   | 86   | 47   | 40   | 25   | 13   | 5    | 2    |

Национальный состав
Согласно результатам переписи 2002 года, в национальной структуре населения татары составляли 100 %.

## Инфраструктура и улицы
В посёлке единственная улица — Лесная. Имеется кладбище.